# Escala menor harmònica

Escala de la menor harmònica

L'escala menor harmònica es forma elevant un semitò al setè grau de l'escala menor natural. La menor natural, també és coneguda com a escala eòlia. Tots els acords que contenen el setè grau es veuen afectats amb relació a l'escala menor natural.
L'interval de segona augmentada que conté aquesta escala entre els graus bVI i VII (sensible), provoca una sensació melòdica poc natural a la música occidental. Per aquest motiu es va crear l'escala menor melòdica.
L'escala menor harmònica es forma de la següent manera: I grau, II grau, III grau bemoll, IV grau, V grau, VI grau bemoll, VII grau i Octava 